# Paul Hisao Yasuda
Paul Hisao Yasuda (jap. パウロ 安田 久雄, Pauro Yasuda Hisao; * 20. Dezember 1921 in Kurume; † 23. April 2016) war ein japanischer Geistlicher und römisch-katholischer Erzbischof von Osaka.

## Leben
Paul Hisao Yasuda empfing am 21. Mai 1955 die Priesterweihe.
Papst Paul VI. ernannte ihn am 5. Februar 1970 zum Weihbischof in Osaka und Titularbischof von Tucci. Der Apostolische Pro-Nuntius in Japan, Erzbischof Bruno Wüstenberg, spendete ihm am 21. März desselben Jahres die Bischofsweihe; Mitkonsekratoren waren Paul Yoshigorō Taguchi, Erzbischof von Osaka, und Paul Yoshiyuki Furuya, Bischof von Kyoto. 
Er wurde am 15. November 1978 durch Papst Johannes Paul II. zum Erzbischof von Osaka ernannt. Am 10. Mai 1997 nahm Johannes Paul II. seinen altersbedingten Rücktritt an.